# Povo
Povo é um conjunto de pessoas que, num dado momento histórico, constitui uma nação. Se, por vezes, esta coincide com a totalidade de um território a ela associada, como normalmente acontece, é também o conjunto dos cidadãos de um país, ou seja, as pessoas que, mesmo que constituindo-se de diferentes etnias, estão vinculadas a um determinado regime jurídico, a um Estado. Na linguagem vulgar, a palavra "povo" pode referir-se à população de uma cidade ou região, a uma comunidade ou a uma família; também é utilizada para designar uma povoação, geralmente pequena.